# Wahlenbergia serpentina
Wahlenbergia serpentina är en klockväxtart som beskrevs av Brehmer. Wahlenbergia serpentina ingår i släktet Wahlenbergia och familjen klockväxter. Inga underarter finns listade i Catalogue of Life.